# Johannes von Montecorvino
Johannes von Montecorvino (* 1246 in Montecorvino Rovella, Apulien, Foggia, Italien; † 1328 in Peking, China) war ein italienischer Soldat, Arzt, Richter, Mönch, Missionar und Bischof.

## Leben
Johannes war zunächst Soldat, Arzt und Richter, bevor er schließlich in den Franziskanerorden eintrat. 1279 wurde er als Missionar nach Armenien und Persien geschickt, anschließend wurde er vom armenischen König Hayton II. (auch Hethum genannt, 1289–1293) und vom mongolischen Fürst Ilkhan (Ilchane) Argun (1284–1291), der über Persien herrschte, zu einer diplomatischen Mission an den päpstlichen Hof in Rieti gesandt. 1289 wurde Johannes vom ersten Franziskaner auf dem Heiligen Stuhl, Papst Nikolaus IV. (1288–1292), als Missionar zum Großen Khan Kubilai (Kublai Khan) nach Peking geschickt, mit dem Auftrag, die Mongolen zu bekehren und die nestorianischen Christen in Zentralasien und China zur Wiedervereinigung mit der katholischen Kirche aufzufordern.
Kublai Khan war der Enkel Dschingis Khans. Er machte Peking, das von Dschingis Khan 1215 erobert worden war, zur mongolischen Hauptstadt. Johannes reiste zusammen mit dem Dominikaner Niccolò da Pistoia und dem venezianischen Kaufmann Pietro de Lucalongo über Antiochien, Sis, Täbris, Sultanieh, Hormus nach Quilon in Kerala, Südindien. Dreizehn Monate hielt er sich in Indien auf. Dann reiste er auf dem Seeweg nach Quanzhou in Fujian und kam schließlich 1294 in Peking an, das damals Dadu oder Khanbaliq („Stadt des Khan“) hieß. Im gleichen Jahr war Kublai Khan, der den Buddhismus zur Staatsreligion gemacht hatte, am 18. Februar gestorben. Sein Nachfolger auf dem Thron, Timur Khan (1294–1307) empfing Johannes von Montecorvino und ließ ihm volle Freiheit in seinem Wirken.
Seine missionarischen Bemühungen waren nur teilweise erfolgreich, da es ihm nicht gelang, die Nestorianer für eine Wiedervereinigung mit der römischen Kirche zu gewinnen. Immerhin konnte er den Fürsten der Onguten dazu überreden, vom nestorianischen zum katholischen Glauben überzutreten. Bis 1306 gelang es ihm, 6400 Menschen zu taufen. 1299 erbaute er die erste Kirche in Peking nahe dem Palast und 1305 die zweite mit 200 Sitzen, wo mit päpstlicher Erlaubnis die Messe auf Mongolisch gelesen wurde. Ebenfalls errichtete er eine Schule, in der Lesen, Schreiben und Gregorianischer Gesang gelehrt wurde. Außerdem übersetzte er das Neue Testament und die Psalmen. Von seiner Arbeit berichtete er 1305 und 1306 in zwei Briefen an Papst Clemens V.
Da diese Arbeit immer mehr zunahm, bat Johannes Papst Clemens V. (1305–1314) um Hilfe. Der Papst ernannte Johannes von Montecorvino am 23. Juli 1307 zum ersten Erzbischof und zum Patriarchen des Orients. Sieben Franziskaner wurden ausgewählt und 1307 zu ihm geschickt, aber nur drei von ihnen überlebten die Reise nach Peking. Trotzdem konnte er die Mission nun als Erzbischof von Peking ausweiten, da zwischen 1309 und 1313 weitere Franziskaner zur Unterstützung kamen. 1310 wurde er durch Gerardo Albuini im königlichen Palast in Peking zum Bischof geweiht. Mitkonsekratoren waren Pellegrino da Castello und Andrea da Perugia.